# 猪高配水場
猪高配水場（いだかはいすいじょう）は、愛知県名古屋市名東区猪子石二丁目にある名古屋市上下水道局の給水施設。

## 概要
猪高配水場は名古屋市上下水道局の給水施設で、犬山取水場で取り入れた水を春日井浄水場に送水のうえ浄化して水道水を作り、ここから送られた水を名古屋市東部丘陵地域に配水している。さらに、猪高配水場を経由して名古屋市緑区の鳴海配水場にも送水している。
配水方法は1965年（昭和40年）の竣工当初より暫くはポンプによる圧送式であったが、1984年（昭和59年）の配水塔の完成により自然流下式となった。配水塔は総容量7,500立方メートル（うち有効容量4,100立方メートル）、高さは地盤面から48.1メートルである。配水塔内の水は配水池からポンプで供給する。なお、配水池は3つあって、うち2つは配水場施設内に敷設されているが、残る1つは隣接する明徳緑地公園の地下に設けられている。風致公園であるため、設置に当たっては植樹やグランド整備を行なった。

## 歴史
- 1965年（昭和40年）10月：猪高配水場（2号配水池）稼働開始[2]。
- 1969年（昭和44年）11月：1号配水池稼働開始[2]。
- 1979年（昭和54年）：3号配水池稼働開始[2]。
- 1984年（昭和59年）5月：配水塔稼働開始[4]。

## 施設外観

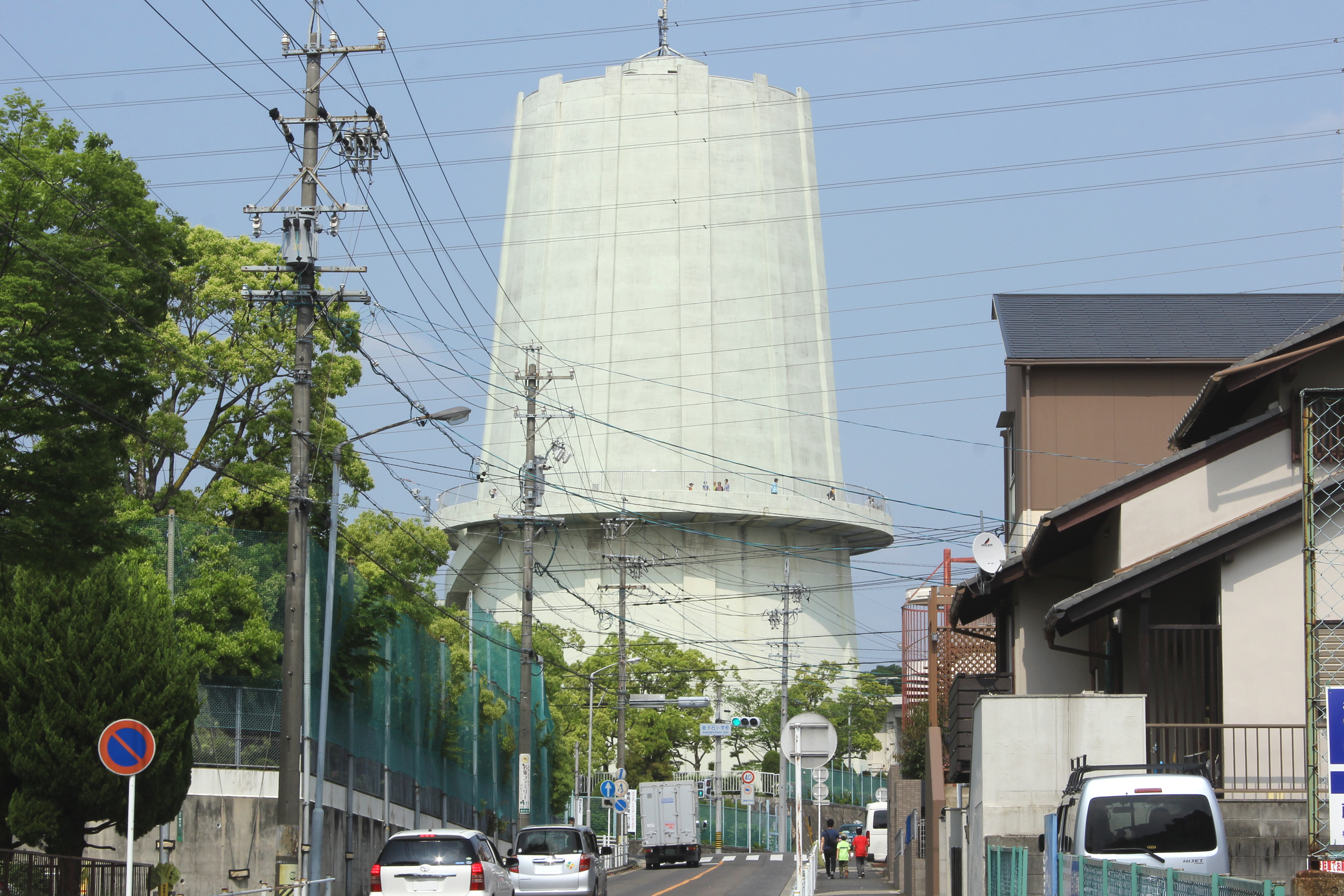
配水塔
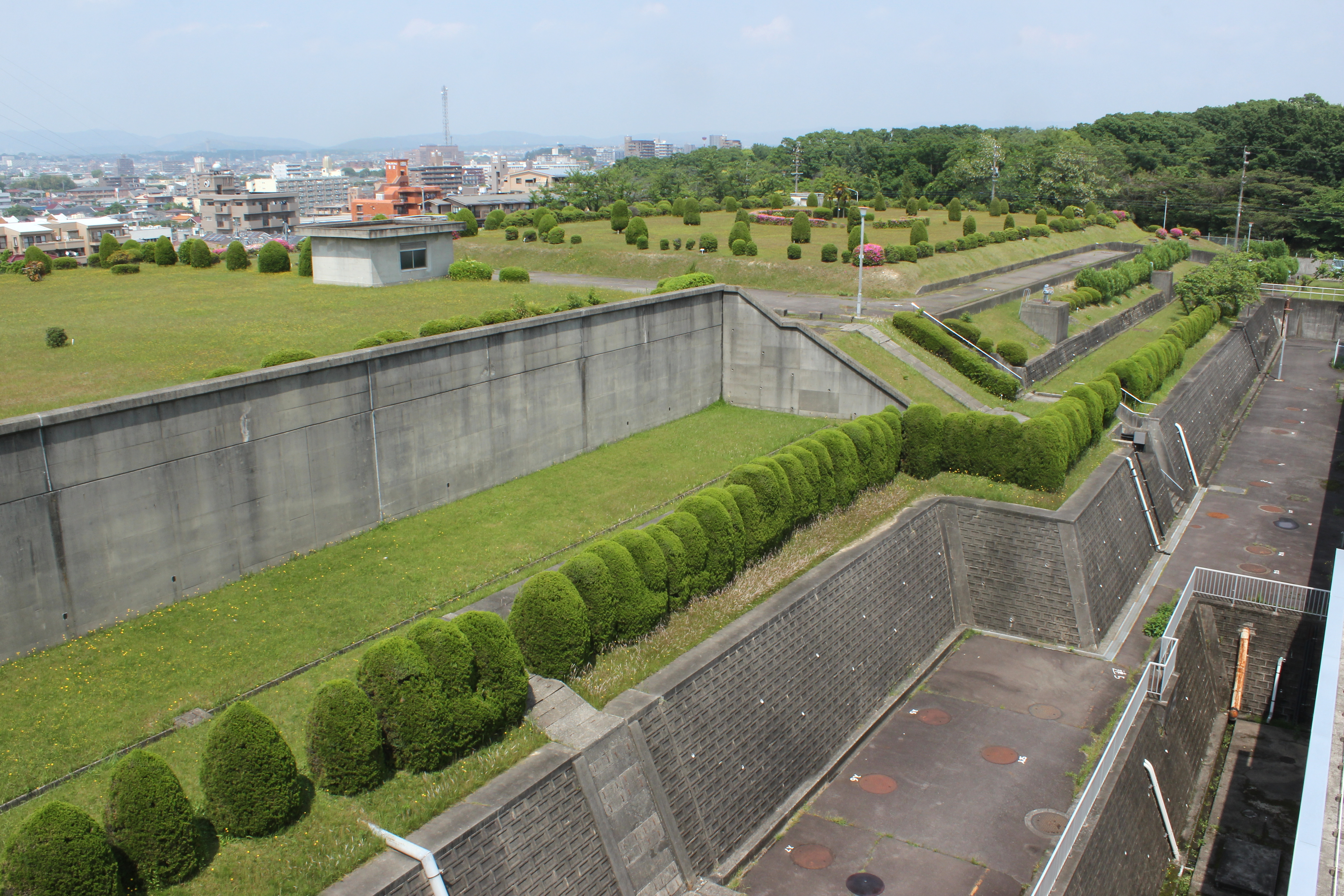
配水塔から名東区東部を望む。下の空地は配水池（1号配水池と2号配水池）である。
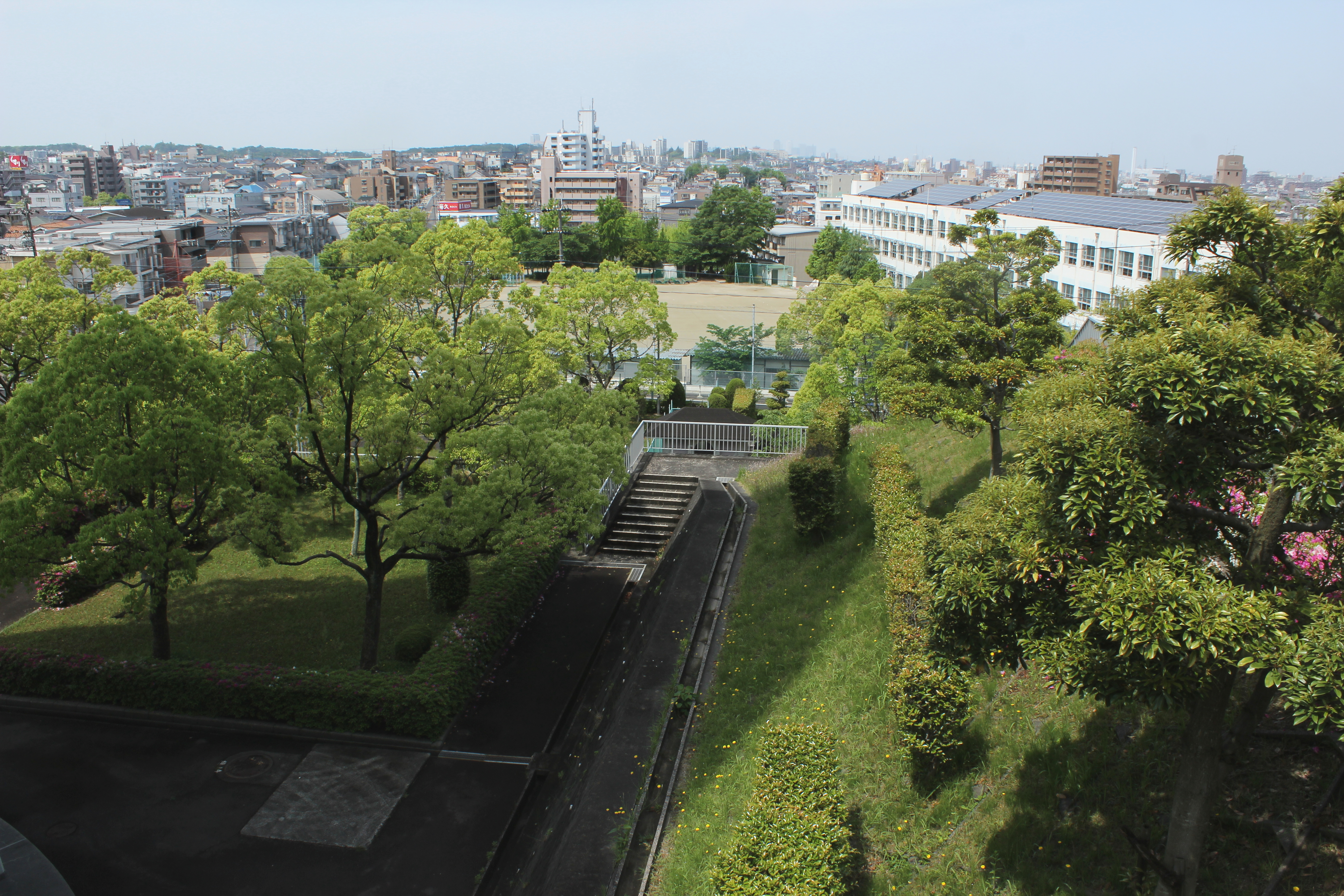
名東区西部を望む。丘陵地帯に配水するため高台に設置されている。
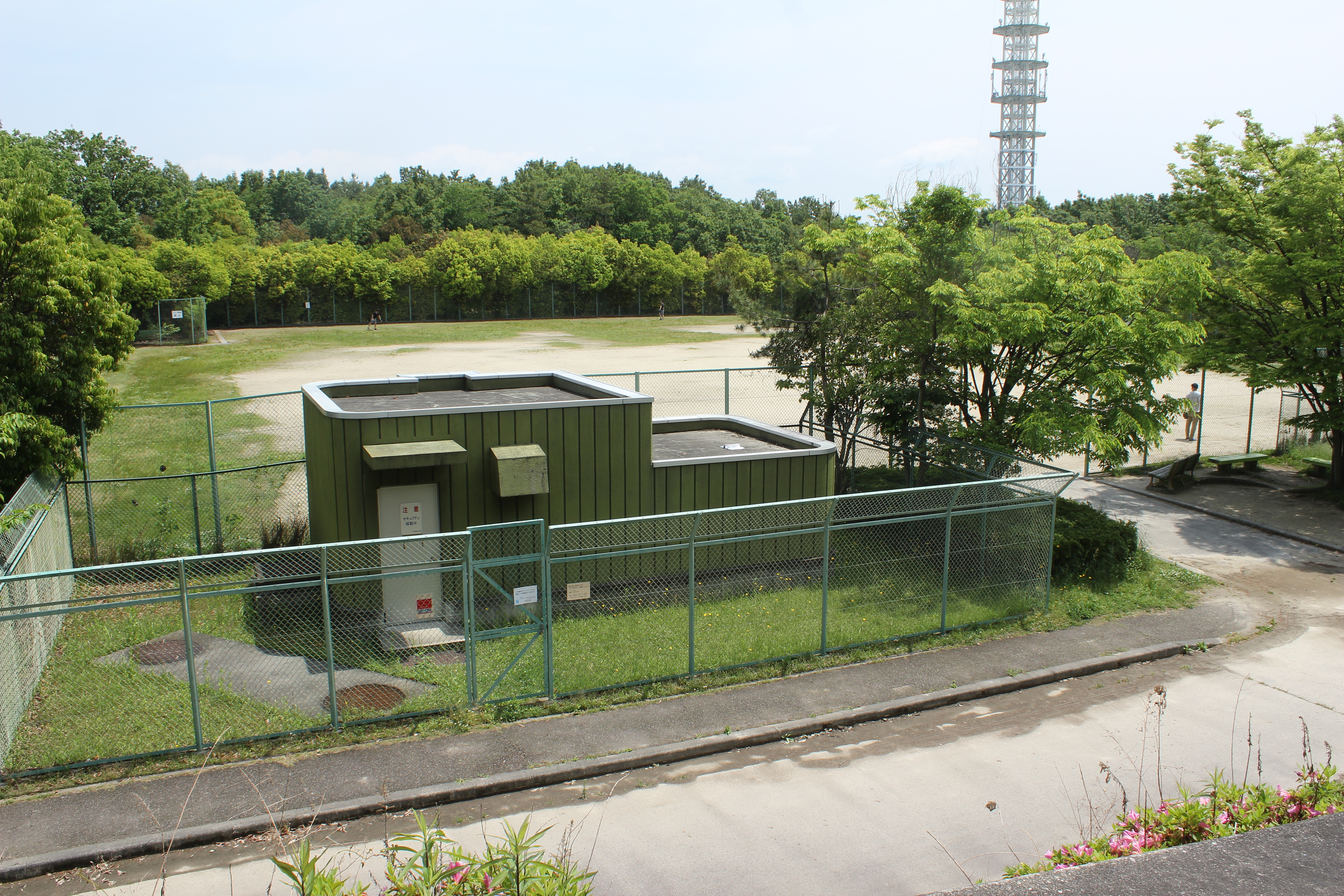
明徳緑地公園のグランド。公園地下に3号配水池がある。
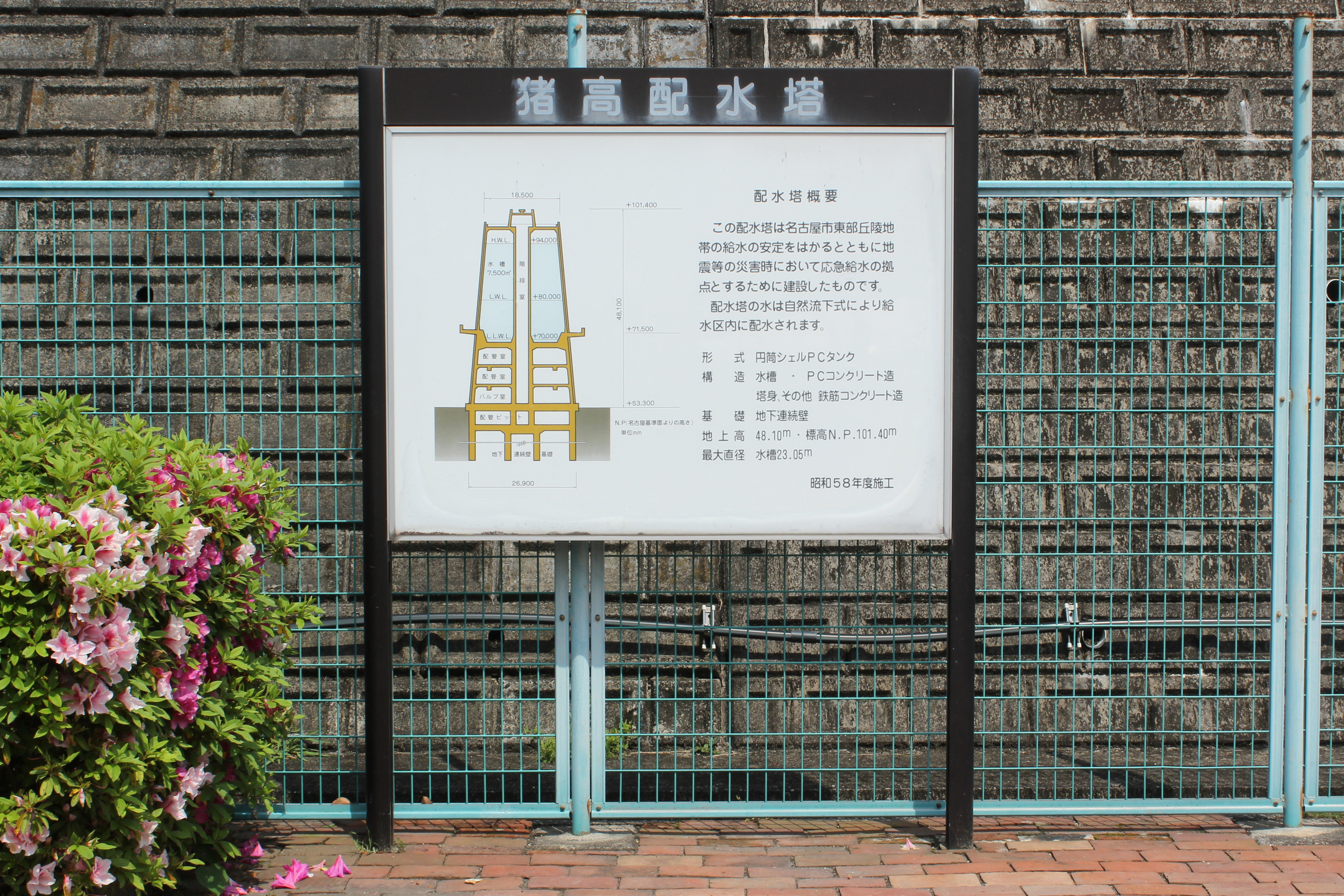
一般向け案内板

## アクセス
- 名古屋市営地下鉄東山線 上社駅出口から国道302号（名古屋環状2号線）を北方向に直進。徒歩で約30分。
- 名古屋市営地下鉄東山線 一社駅・本郷駅より名古屋市営バス（幹一社1号系統・本郷11号系統）に乗車、「猪子石小学校」バス停より徒歩で約5分。